# Заблоцький Руслан Сергійович
Русла́н Сергі́йович Забло́цький — старший солдат Збройних сил України.

## З життєпису
Станом на 8 жовтня 2014-го був у списках безвісти зниклих.
На 27 грудня 2014 року перебував в полоні у бойовиків.

## Нагороди
31 жовтня 2014 року за особисту мужність і героїзм, виявлені у захисті державного суверенітету та територіальної цілісності України, вірність військовій присязі під час російсько-української війни, відзначений — нагороджений орденом «За мужність» III ступеня.